# Austrothaumalea fusca
Austrothaumalea fusca är en tvåvingeart som beskrevs av Günther Theischinger 1986. Austrothaumalea fusca ingår i släktet Austrothaumalea och familjen mätarmyggor. Inga underarter finns listade.